# Amparo II
Pour les articles homonymes, voir Amparo.
Amparo II est une localité de Sao Tomé-et-Principe située au nord-est de l'île de São Tomé, dans le district de Mé-Zóchi. C'est une ancienne roça.

## Climat
Amparo II est dotée d'un climat tropical de type As selon la classification de Köppen. La moyenne annuelle de température est de 24,6 °C et celle des précipitations de 1 378 mm.

## Population
Lors du recensement de 2012, 105 habitants y ont été dénombrés.

## Roça

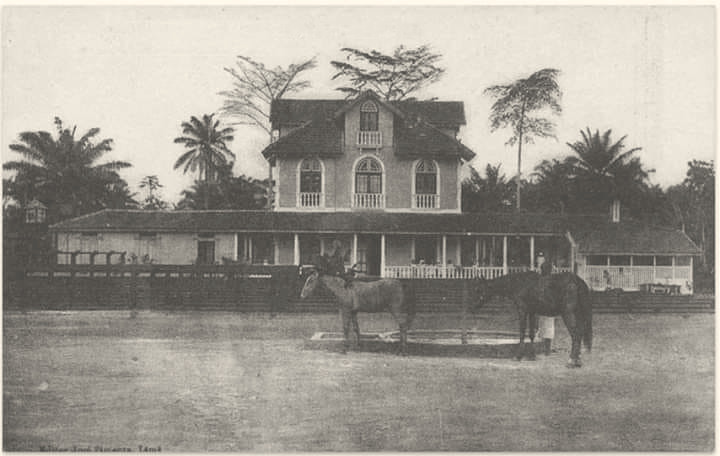
Hôpital Roça Amparo II en 1899

Dépendance de la roça Santa Margarida, Amparo II est de type roça-terreiro, c'est-à-dire organisée autour d'un espace central. Elle se caractérise par une casa principal (maison de maître) et des sanzalas (habitations des domestiques) à deux niveaux, en bois. Elle possédait un hôpital.
Photographies et croquis réalisés en 2011 mettent en évidence la disposition des bâtiments, leurs dimensions et leur état à cette date.